# Pruntrut
Pruntrut (französisch Porrentruy [pɔʀɑ̃tʀɥi], familiär [pɔʀɑ̃], im Ortsdialekt [ɛ pwɛrɛ̃'try]) ist eine Kleinstadt, politische Gemeinde und Hauptort des gleichnamigen Bezirks im schweizerischen Kanton Jura. Das Städtchen ist das Zentrum der Region Ajoie.

## Geographie
Pruntrut liegt auf 443 m ü. M., 21 Kilometer westnordwestlich des Kantonshauptorts Delsberg (Luftlinie). Die Stadt erstreckt sich in einer weiten Niederung beidseits der Allaine, in der Ajoie, am Nordfuss des Kettenjuras. Die stattliche Altstadt von Pruntrut liegt in leicht erhöhter Lage.
Die Fläche des 14,8 km² grossen Gemeindegebiets umfasst im zentralen Teil die breite Talniederung der Allaine. Von Südwesten her mündet ebenfalls in einem breiten Tal der Creux-Genat, der aus einer nur periodisch fliessenden Karstquelle gespeist wird. Im Süden reicht das Gebiet auf die Höhen von Le Banné (511 m ü. M.) und La Perche (526 m ü. M.); dazwischen befindet sich das klusartige Tal des Fontenais-Bachs. Bei Pruntrut biegt die Allaine von ihrer vorher westwärts gerichteten Fliessrichtung nach Norden ab und durchschneidet hier die Tafeljurahochflächen der Ajoie. Westlich dieses Tals gehören die Hügel und Wälder von Petit Fahy (543 m ü. M.) und Grand Fahy (570 m ü. M.) zu Pruntrut. Der höchste Punkt der Gemeinde wird auf dem Höhenrücken von Bure mit 580 m ü. M. erreicht. Nach Norden erstreckt sich die Gemeindefläche bis in den Bois de Sapins (530 m ü. M.). Die östliche Abgrenzung bildet das Trockental Combe Vaumacon. Von der Gemeindefläche entfielen 1997 20 % auf Siedlungen, 41 % auf Wald und Gehölze und 38 % auf Landwirtschaft. Etwas weniger als 1 % war unproduktives Land.
Zu Pruntrut gehören zahlreiche Einzelhöfe. Nachbargemeinden von Pruntrut sind Fontenais, Courtedoux, Bure, Courchavon, Coeuve, Alle und Courgenay.

## Geschichte

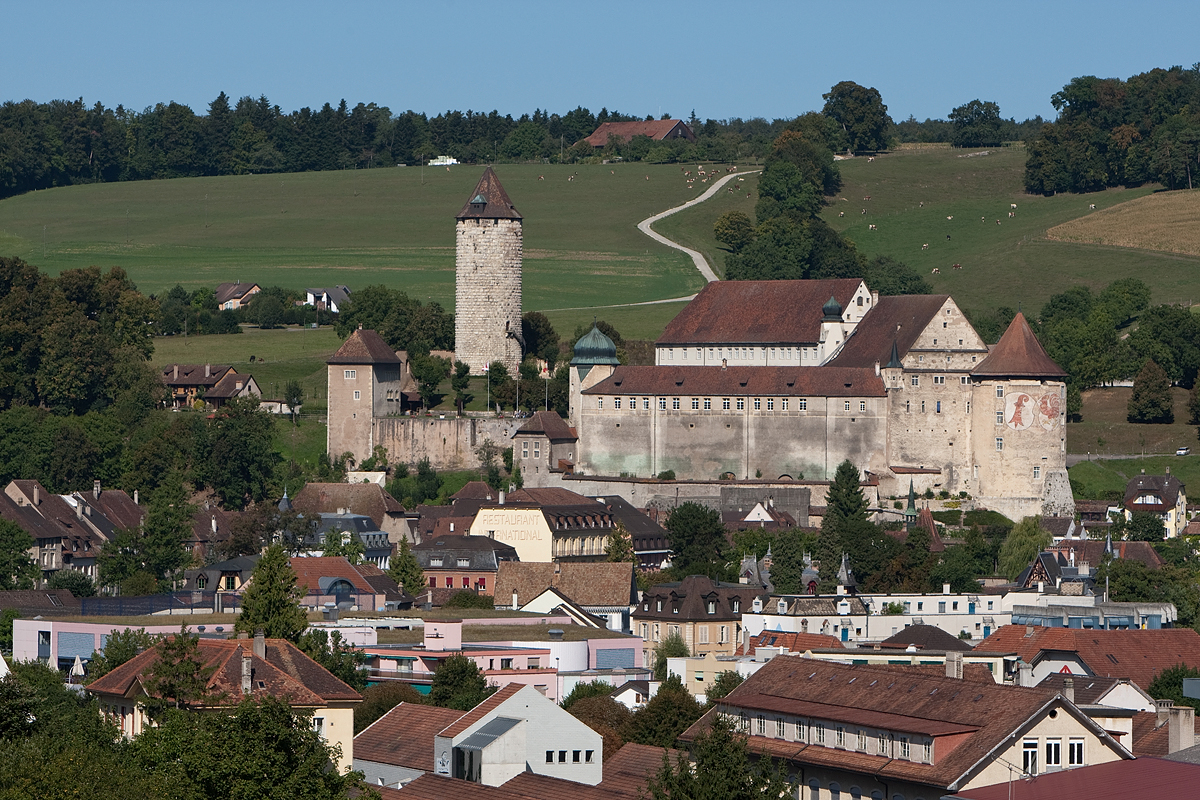
Schloss Pruntrut

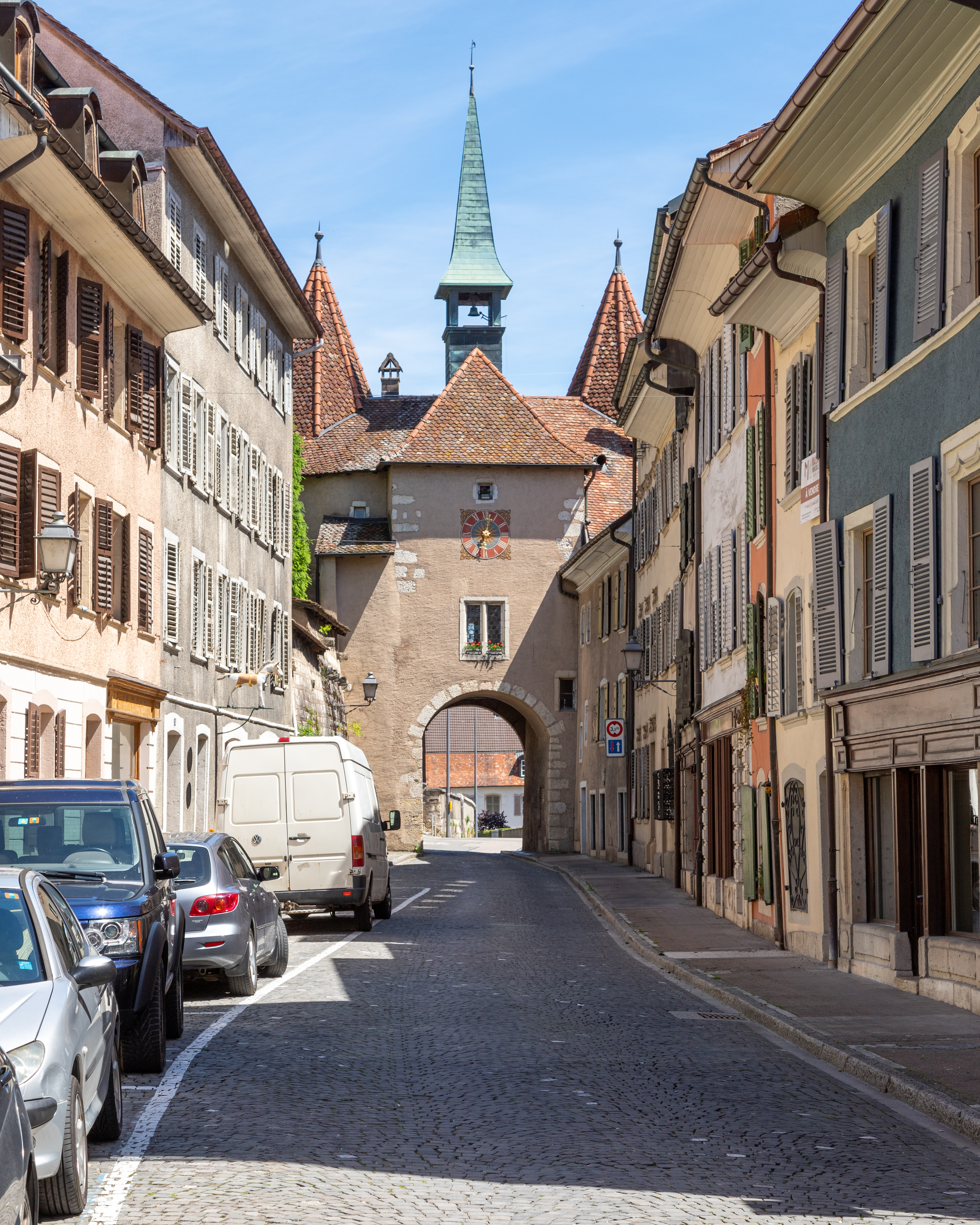
Faubourg de France

Die erste bekannte Besiedlung der Region von Pruntrut geht auf die galloromanische Zeitepoche zurück. 1983 wurden Reste eines Tempels (fanum) aus dieser Zeit beim Friedhof am nördlichen Stadtrand entdeckt; es wurden auch römische Münzen gefunden.
Erstmals wird Pruntrut 1136 unter dem Namen de Purrentru erwähnt. Der Ortsname leitet sich vermutlich von einem altfranzösischen pont de Ragintrudis («Brücke der Ragintrud») ab. Ragentrud war die Gemahlin des 639 verstorbenen fränkischen Königs Dagobert I. Der deutschsprachigen Namenform liegt eine Variante mit r-Metathese zugrunde, wie sie etwa aus dem Jahr 1136 belegt ist (Punrentrut). Alte Deutungen wie brun-trut («Druidenbrunnen») sind haltlos. Volksetymologisch ist die Rückführung auf truite («Forelle»), welche Deutung sich im Stadtwappen niedergeschlagen hat.
Die Siedlung gehörte anfänglich zur Grafschaft Mömpelgard (Montbéliard), bevor sie 1271 erstmals an das Fürstbistum Basel kam. Nachdem Pruntrut 1283 von den Burgundern eingenommen worden war, besetzte König Rudolf I. von Habsburg die Stadt und erzwang eine Rückgabe des Gebietes an das Fürstbistum. Gleichzeitig erhob er Pruntrut am 20. April 1283 zur freien Reichsstadt. Wegen finanzieller Schwierigkeiten musste der Fürstbischof 1386 die Ajoie zusammen mit Pruntrut an die Herren von Mömpelgard verpfänden. 1461 kam sie wieder unter die Herrschaft des Fürstbistums. Aufgrund der Reformation in Basel verlegte der Fürstbischof Melchior von Lichtenfels seinen offiziellen Sitz nach Pruntrut, wo er auch weltlicher Herrscher und in den Pruntruter Salzstreit verwickelt war.
Unter Fürstbischof Jakob Christoph Blarer von Wartensee, der 1575 bis 1608 regierte, erlebte die Stadt eine Blütezeit. In seine Zeit fielen die Renovation und der Ausbau des Schlosses sowie die Gründung des Jesuitenkollegiums (1591). Die Zeit der Prosperität endete 1618 jäh mit dem Ausbruch des Dreissigjährigen Krieges, während dem Pruntrut mehrmals belagert, besetzt und geplündert wurde.
1792 eroberten französische Revolutionstruppen die Ajoie. Pruntrut wurde Hauptstadt der von Frankreich abhängigen Raurakischen Republik, bis diese 1793 Frankreich angegliedert wurde und im Département du Mont-Terrible aufging. Als Hauptstadt dieses Départements hatte Pruntrut jedoch weiterhin Bedeutung. Erst 1800, als Mont-Terrible in das Département Haut-Rhin integriert wurde, erfolgte die Degradierung von Pruntrut zum Sitz einer Unterpräfektur. 1815 wurde die Stadt auf Beschluss des Wiener Kongresses dem Kanton Bern als Kompensation für die 1803 «verlorene» Waadt zugesprochen.
Die 1874 errichtete Synagoge der aufgelösten Gemeinde wurde 1983 abgebrochen. Von ihr stehen noch die Gesetzestafeln und das schmiedeeiserne Eingangstor. Geblieben ist auch ein Bahnhofsgebäude beachtlicher Grösse. Nachdem Frankreich im Deutsch-Französischen Krieg 1871 das Elsass verloren hatte, gewann der Bahnverkehr via Delle an Bedeutung. Am 11. Oktober 1916 wurde der Bahnhof von deutschen Flugzeugen bombardiert. Inzwischen waren die Arbeiter organisiert und aus Pruntrut kam 1902 mit dem Uhrenarbeiter und späteren Wirt Pierre Nicol (1877–1936) der erste sozialdemokratische Grossrat im Berner Jura. Bis zu Beginn des Ersten Weltkrieges galt Pruntrut als geistiges Zentrum des Berner Juras und hatte auch mehr Einwohner als Delsberg. Weil Frankreich im Ersten Weltkrieg das Elsass zurückgewann, lief der Güterverkehr nun wieder über Basel. Die Bedeutung der Stadt nahm ab, und eine wirtschaftliche Stagnation setzte ein.
1939 entstand das Comité jurassien de secours aux victimes de la guerre, das sich für Geflüchtete einsetzte und Lebensmittel wie Brot und Kartoffeln zu den notleidenden Menschen im von der deutschen Armee besetzten benachbarten Pays de Montbéliard brachte. Unter der Leitung des Offiziers und Politikers Victor Henry wurden Unterkünfte für die internierten belgischen und polnischen Soldaten eingerichtet. Henry war Protestant, trotzdem wurde er fünf Mal ins Amt gewählt.
In der zweiten Hälfte des 20. Jahrhunderts kam es zu immer grösseren Spannungen zwischen dem kleinen katholischen, französischsprachigen und dem grösseren protestantischen, deutschsprachigen Teil des Kantons Bern, der sogenannten Jurafrage. Diese führten dazu, dass nach mehreren regionalen und eidgenössischen Abstimmungen am 1. Januar 1979 der französischsprachige Kanton Jura gegründet wurde. Zum Verdruss der in der Ajoie ansässigen Bevölkerung wurde aber Delsberg die Hauptstadt des neuen Kantons. 1988 erhielt Pruntrut den Wakkerpreis für die beispielhafte Pflege des historischen Zentrums.

### Postgeschichte
Am 15. Februar 1856 wurde im Gebäude des Hôtel des Halles (bis 1879 Hôtel de l’Ours) das Telegrafenbüro eröffnet. Das 1766 gebaute Gebäude diente ursprünglich der Unterbringung von Gästen der Fürstbischöfe und als Kornkammer. Knapp 30 Jahre nach dem Einzug des Telegrafen wurde im Jahre 1885 in Pruntrut das lokale Telefonnetz in Betrieb genommen, und die Telefonzentrale fand ebenfalls Platz im Hôtel des Halles. In den Anfangsjahren diente sie noch der Vernetzung von übersichtlichen elf Abonnenten. Die Zahl der Abonnenten stieg jedoch kontinuierlich an, und 1889 wurde die erste interurbane Telefonverbindung nach Delsberg gelegt. Nach der Jahrhundertwende kamen Saignelégier (1902), Basel (1903) und das französische Delle (1905) dazu. 1949 wurde das Telefonbüro automatisiert. Am 12. April 1972 endete die 116 Jahre währende Unterbringung im Hôtel des Halles, und die PTT zog in die eigens dafür errichtete Telefonzentrale um.

## Bevölkerung
| Bevölkerungsentwicklung | Bevölkerungsentwicklung |
| Jahr                    | Einwohner               |
| ----------------------- | ----------------------- |
| 1809                    | 2355                    |
| 1818                    | 1896                    |
| 1850                    | 2880                    |
| 1870                    | 4452                    |
| 1900                    | 6959                    |
| 1910                    | 6591                    |
| 1930                    | 5805                    |
| 1950                    | 6523                    |
| 1960                    | 7095                    |
| 1970                    | 7827                    |
| 1980                    | 7039                    |
| 1990                    | 6857                    |
| 2000                    | 6753                    |
| 2005                    | 6593                    |
| 2023                    | 6601                    |

Mit 6601 Einwohnern (Stand 31. Dezember 2023) ist Pruntrut bevölkerungsmässig die zweitgrösste Gemeinde des Kantons Jura. Von den Bewohnern sind 89,5 % französischsprachig, 2,8 % deutschsprachig und 2,2 % italienischsprachig (Stand 2000). Die höchste Bevölkerungszahl wurde 1970 mit 7827 Einwohnern verzeichnet. Seither hat die Einwohnerzahl kontinuierlich abgenommen, insbesondere während der Rezession der 1970er Jahre.

## Wirtschaft
Pruntrut ist das regionale Wirtschaftszentrum der Ajoie. Im Laufe des 19. Jahrhunderts entwickelte es sich von einer Agrar- zur Industriestadt. Traditionelle Industriezweige sind die Uhrmacherei, die Herstellung von Schuhen und die Textilindustrie. Während des 20. Jahrhunderts kamen die Metallverarbeitung, der Werkzeugmaschinenbau, die Mikrotechnik sowie die Herstellung von Büromöbeln und elektronischen Apparaten hinzu. Zahlreiche weitere Arbeitsplätze gibt es im Dienstleistungssektor, während die Landwirtschaft nur noch geringe Bedeutung hat. Die Erwerbstätigen verteilen sich wie folgt auf die drei Wirtschaftssektoren: 2 % im primären Sektor (Urproduktion), 48 % im sekundären (industriellen) Sektor und 50 % im tertiären Sektor (Dienstleistung).
Die Stadt ist Sitz zahlreicher Institutionen, so des kantonalen Gerichts, der Kantonsbibliothek, der Kantonalbank des Kantons Jura, des kantonalen Amtes für Denkmalpflege und der Archive des ehemaligen Bistums Basel. Ferner verfügt Pruntrut über ein Regionalspital, das sich westlich der Stadt am Südhang der Tafeljurahochflächen befindet.

## Kultur und Bildung
In Pruntrut gibt es mehrere Museen, darunter das Museum Hôtel-Dieu mit einer Sammlung von Stichen und Plakaten sowie das Jurassische Museum für Naturwissenschaften mit einem botanischen Garten (Jardin botanique de Porrentruy), der bereits 1795 gegründet wurde. Daneben haben die Université populaire jurassienne und die Société jurassienne d’émulation, ein Verein, der sich um die Förderung der kulturellen Einheit des jurassischen Volkes bemüht, ihren Sitz in der Stadt.
Als regionales Bildungszentrum ist Pruntrut Standort zahlreicher Schulen. In der Stadt befinden sich die Kantonsschule, mehrere Sekundarschulen, eine Handelsschule und eine Kunstgewerbeschule, das Lehrerseminar, in das 1979 auch das Lehrerinnenseminar von Delsberg integriert wurde, Schulen für Uhrmacherei und Mikrotechnik sowie mehrere Privatschulen.

## Wappen
Blasonierung: Ein nach rechts schauender, auf den Hinterläufen aufragender Schwarzwild-Eber, schwarz auf weissem Grund, mit durchgehend gezähntem Borstenrücken, mit vier nach oben ragenden gelben Zähnen, davon jeweils zwei im Ober- und Unterkiefer, mit rechtsblickender roter Zunge und rechtsblickendem rotem Glied.
Wappenbegründung: Einen besonderen Platz im Brauchtum Pruntruts nimmt das Wildschwein ein. Noch heute begegnet man ihm in den benachbarten Wäldern, im Wappen und als Statue vor dem Rathaus. Die Sage erzählt:
Einst sprang ein Wildschwein im rasenden Galopp, mit aufgestelltem Schwanz und geöffnetem riesengroßem Maul (es war ein stattliches Exemplar) über die zehn Fuß hohe Stadtmauer, so als ob diese nur ein ganz niedriger Zaun wäre.
Nach zahlreichen Ereignissen, von denen die Erzählung berichtet, wurde das Tier von einer Axt tödlich getroffen, die von einem mutigen Bewohner Pruntruts aus einem Fenster geschleudert wurde. Es brach schließlich vor der Außentreppe des Rathauses zusammen. 
Dieser Vorfall brachte die Ratsherren zur Einschätzung, dass die die Stadt umgebende Mauer an einigen Stellen zu niedrig war, um feindliche Angriffe abzuwehren. Also beschloss man, die Stadtbefestigung auf eine ansehnlichere Höhe zu bringen.
Dieses schicksalsträchtige Wildschwein wurde auf diese Weise zweifellos zum Auslöser dafür, Schutzmaßnahmen für die Stadt zu ergreifen. Der Stadtrat beschloss in einer feierlichen Sitzung, dass von nun an das Stadtwappen der ehrwürdigen Stadt Pruntrut ein Wildschwein sein soll. Die Fahnen der Stadt zeigen seither ein Wildschwein mit Stoßzähnen auf silbernem Grund und die offiziellen Siegel drücken das Wappentier, zottig, springend und fauchend, das für die weise Voraussicht der Stadtväter in einem denkwürdigen Augenblick steht, auf alle amtlichen Dokumente.

## Gesundheitswesen
Der Ort verfügt über ein öffentliches Spital mit 24-Stunden-Notfallversorgung. Es gehört zum Klinikverbund des Hôpital du Jura.

## Verkehr

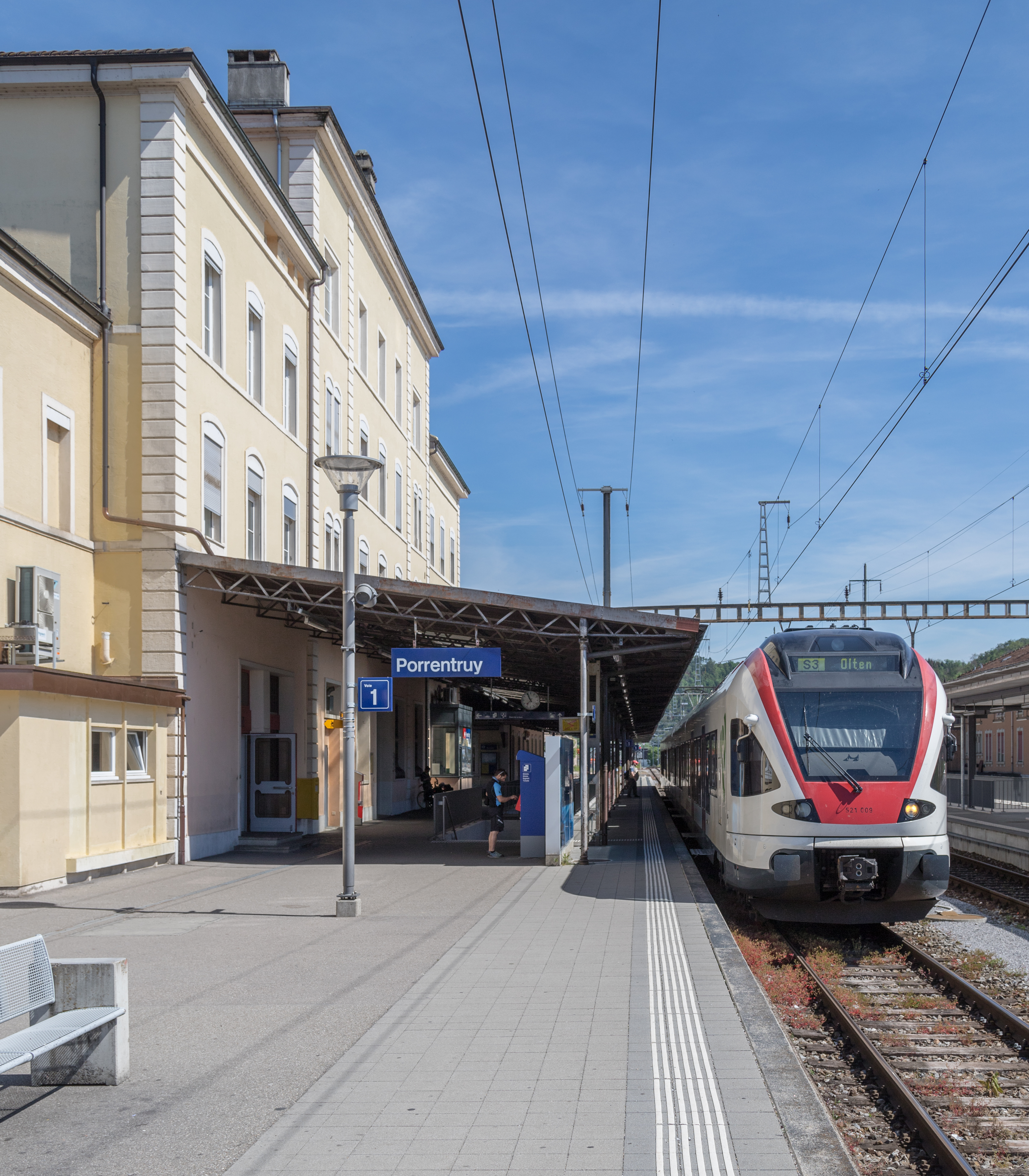
Bahnhof Pruntrut

Erschlossen wird die Stadt von der Schweiz her
- durch die Autobahn A16. 1998 wurde das erste Teilstück auf jurassischem Boden von Delsberg nach Pruntrut eröffnet. Die Südumfahrung der Stadt mit zwei rund 1 km langen Tunnels wurde im Jahr 2005 dem Verkehr übergeben. Seit 2017 ist die A16 sowohl mit dem schweizerischen Nationalstrassennetz als auch mit dem französischen Autobahnnetz verbunden. Pruntrut liegt an der Hauptstrasse von Delsberg via den Grenzübergang Boncourt nach Belfort in Frankreich. Eine Zweigstrasse führt von Pruntrut direkt nach Montbéliard.
- durch die Hauptstrasse 6. Diese führt von Gletsch bis zur französischen Grenze und dort im weiteren Verlauf die ehemalige Route nationale 19bis (D19) nach Belfort.
- indirekt durch die ehemalige französische Route nationale 73 (D73 und D473). Deren Verbindungsweg zwischen ihren zwei Teilen verlief durch die Schweiz und in diesem Verlauf auch durch Pruntrut.
- durch die SBB, die die Strecke Delsberg–Pruntrut–Boncourt–Delle betreiben. Die Strecke von Pruntrut nach Boncourt wurde am 23. September 1872 von der Chemin de fer Porrentruy–Delle (PD) eröffnet, die Fortsetzung via Saint-Ursanne nach Glovelier folgte am 30. März 1877 durch die Bahngesellschaft Jura bernois (JB). Der Abschnitt Basel SBB–Delsberg–Pruntrut wird stündlich von der Linie S3 der S-Bahn Basel bedient.
- durch die Jurabahnen (Chemins de fer du Jura, kurz CJ), welche die Eisenbahnstrecke Pruntrut–Bonfol betreiben. Diese Strecke wurde am 14. Juli 1901 von der Bahngesellschaft Régional Porrentruy–Bonfol (RPB) eröffnet.
- durch den öffentlichen Regionalflugplatz von Bressaucourt (ICAO-Kürzel LSZQ) ca. 5 km südwestlich von Pruntrut.

Seit dem Fahrplanwechsel 2018 verkehren wieder Züge ins französische Belfort mit Anschluss an den TGV, mit einigen Zügen am Tag.

### Buslinien
Für die Feinverteilung im Netz des öffentlichen Verkehrs sorgen zahlreiche Buslinien, welche die Bauerndörfer der Ajoie bedienen.

Liniennetzplan MOBIJU Ajoie

| Linie | Strecke                                          | Haltestellen |
| ----- | ------------------------------------------------ | ------------ |
| 70    | Porrentruy, Sous-Bellevue – Porrentruy, Oiselier | 13           |
| 71    | Porrentruy, gare – Fahy, Douane – Bure, Casernes | 17           |
| 72    | Porrentruy, gare – Beurnevésin, Couronne         | 14           |
| 73    | Porrentruy, gare – Grandfontaine, bas du village | 15           |
| 74    | Porrentruy, gare – Bressaucourt, Les Brussattes  | 11           |
| 75    | Porrentruy, gare – Villars-sur-Fontenais         | 9            |
| 76    | Porrentruy, gare – Cornol – Charmoille, Douane   | 25           |
| 77    | Porrentruy, gare – Alle – Charmoille, Douane     | 14           |
| 78    | Grandfontaine, bas du village – Damvant, église  | 7            |
| 81    | Courtemaîche, gare – Montignez                   | 6            |

## Politik
- SP/Grüne: 12
- CSP: 7
- CVP: 13
- FDP: 9

Die Sitzverteilung im Pruntruter Stadtparlament (Conseil de ville) ergibt sich seit der Erneuerungswahl im Jahr 2022 entsprechend dem beigefügten Diagramm.
Die Stadtregierung (Conseil municipal) besteht aus dem Bürgermeister (maire), zurzeit Philippe Eggertswyler (CSP), und sechs Gemeinderäten, die nach Proporz gewählt werden (2 SP, 2 CVP, 1 FDP, 1 CSP).

## Sehenswürdigkeiten

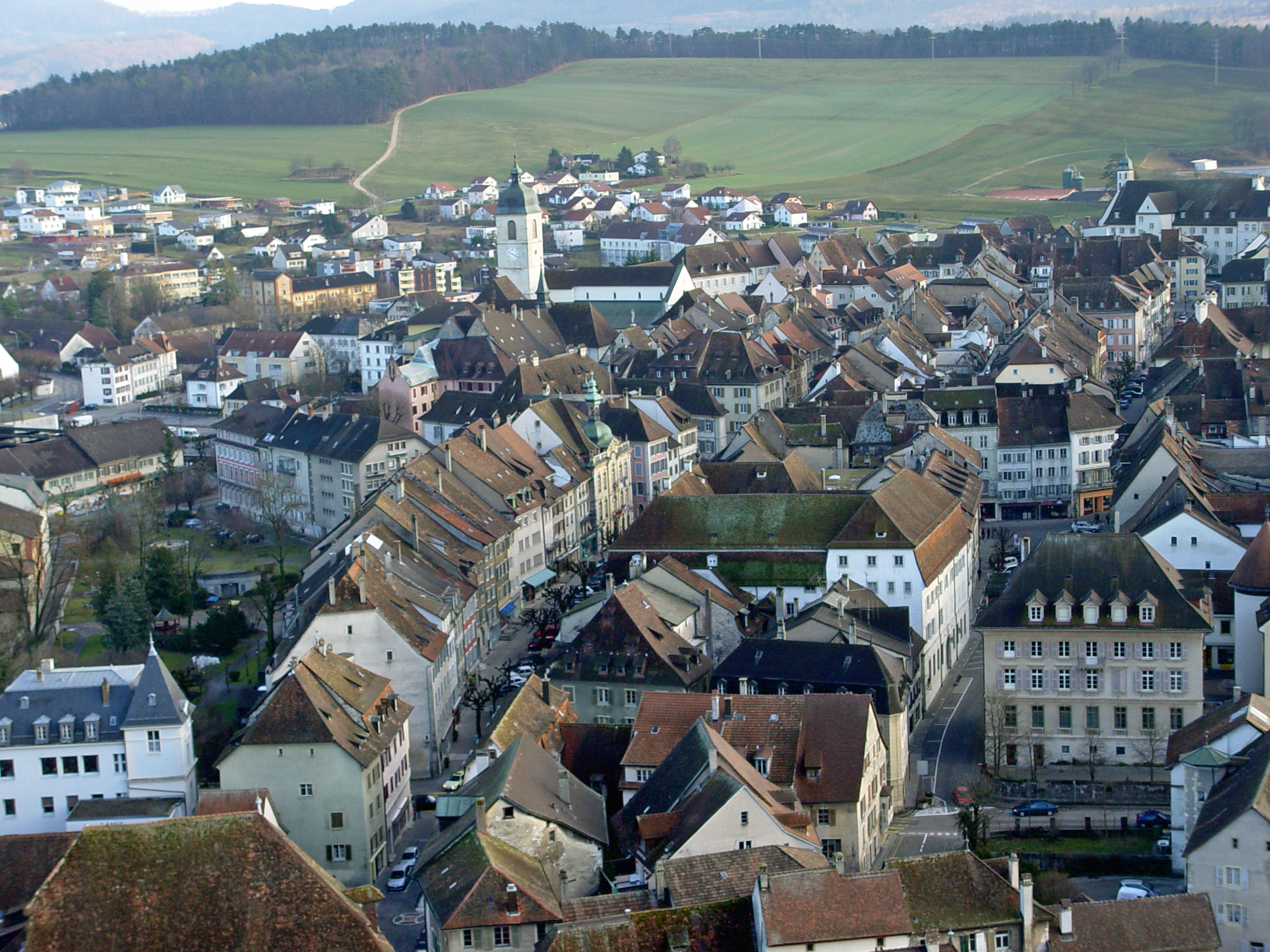
Altstadt von Pruntrut

Pruntrut besitzt eine Altstadt mit zahlreichen Bürgerhäusern im gotischen, barocken und neoklassizistischen Stil. Der Stadtgrundriss zeigt ein langgezogenes Rechteck, das im Norden vom erhöht stehenden Schloss, im Süden von den Gebäuden des ehemaligen Jesuitenkollegiums (heute Sitz der Kantonsschule) begrenzt wird. Der davon umgebene Botanische Garten Jurassica gehört zu den ältesten Botanischen Gärten der Schweiz, dessen Schwerpunkte die mehr als 70 Rosensorten und 180 Iris-Varietäten bilden.
Einziges erhaltenes mittelalterliches Stadttor ist die Porte de France, die 1563 erbaut wurde.
Die katholische Pfarrkirche Saint-Pierre ist eine dreischiffige gotische Basilika, die von 1330 bis 1350 errichtet wurde. Sie enthält einen wertvollen Kirchenschatz und spätbarocke Seitenaltäre. Östlich der Altstadt befindet sich die katholische Kirche Saint-Germain, im 13. Jahrhundert im Stil der Spätromanik erbaut und 1698 umfassend restauriert und vergrössert. Die spätgotische ehemalige Jesuitenkirche (1599–1603) besitzt einen oktogonalen Turm von 1701. Sie beherbergt eine 1985 von Jürgen Ahrend nach Gottfried Silbermann erbaute Orgel und dient heute als Konzertsaal. 1626 wurde die Kirche der Ursulinerinnen geweiht.
In erhöhter Lage steht das Schloss, das von 1527 bis 1792 Residenz der Basler Fürstbischöfe war. Der älteste Teil ist der Réfus-Turm (Tour Réfous), ein runder Bergfried, der 1271 erbaut wurde. Er stammt von der ersten Burganlage aus dem 13. Jahrhundert. Zahlreiche Umbauten erfolgten in den späteren Jahrhunderten, besonders im 16. Jahrhundert, als die Résidence, die Chancellerie und die Tour du Coq hinzugefügt wurden.
Bedeutende Gebäude aus der Barockzeit in der Altstadt sind das Rathaus (1761–1763), das ehemalige Hospital Hôtel-Dieu (1761–1765), das Hôtel de Gléresse (1750 durch Johann Caspar Bagnato für den Baron von Ligerz erbaut) und das Hôtel des Halles (1766–1769), in dem sich heute die Jurassische Kantonsbibliothek befindet. Auf den Plätzen der Altstadt stehen zum Teil monumentale Renaissance-Brunnen, darunter der «Samariterinnenbrunnen» (1564) und der «Schweizerbrunnen» (1558) mit Bannerträger und Eber. In der Umgebung der Altstadt befinden sich zahlreiche Villen und Handelshäuser aus der Zeit des späten 19. Jahrhunderts.
Etwas ausserhalb der Stadt, an der Route d’Alle, steht das 1950 eingeweihte Fliegerdenkmal für die beiden Militärpiloten Rodolfo Meuli und Emilio Gürtler, die hier während des Zweiten Weltkriegs von deutschen Zerstörern abgeschossen wurden.

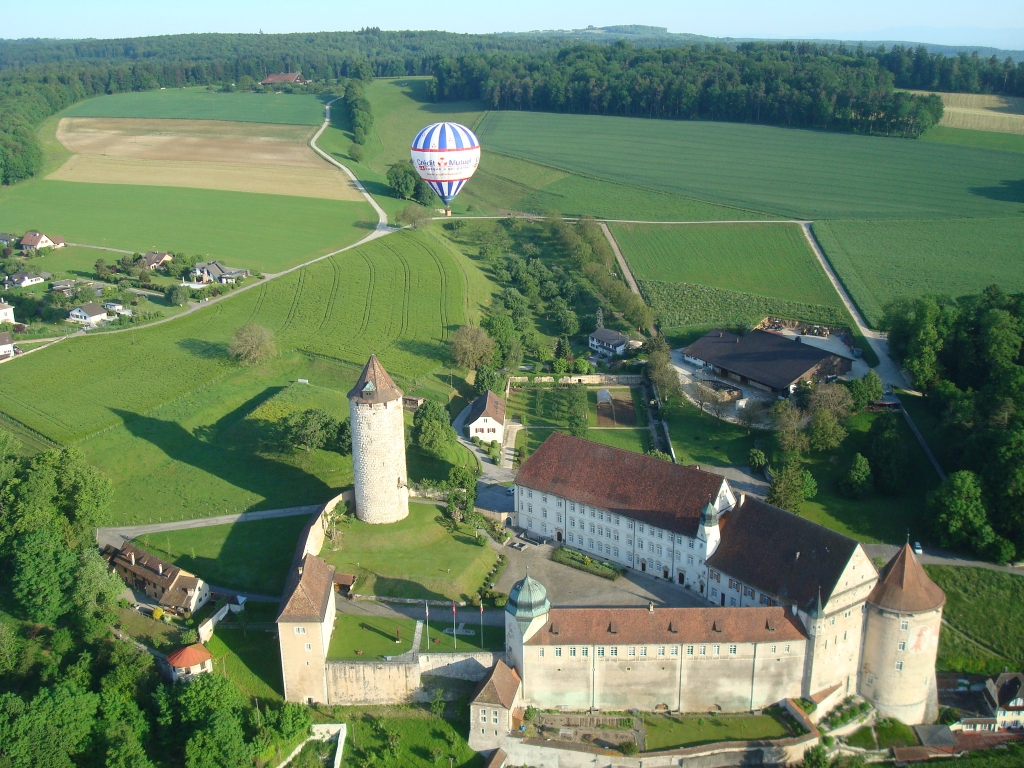
Schloss Pruntrut
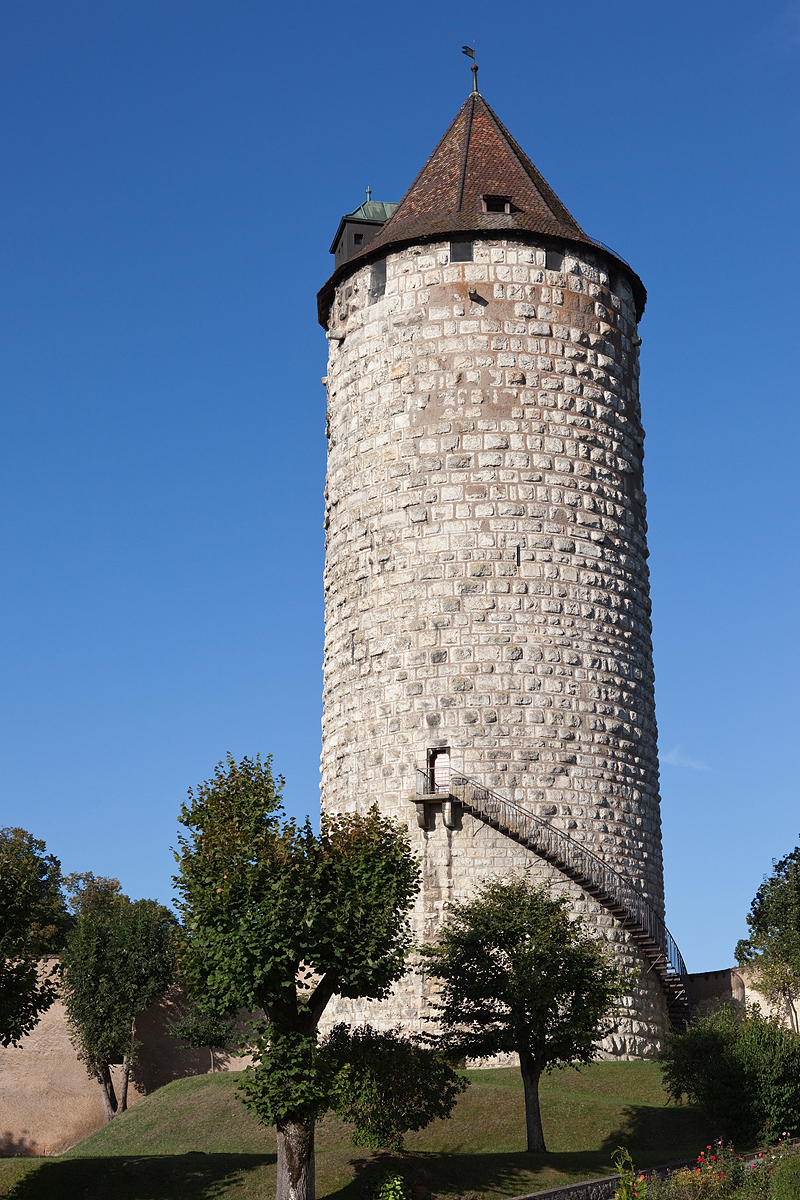
Réfus-Turm
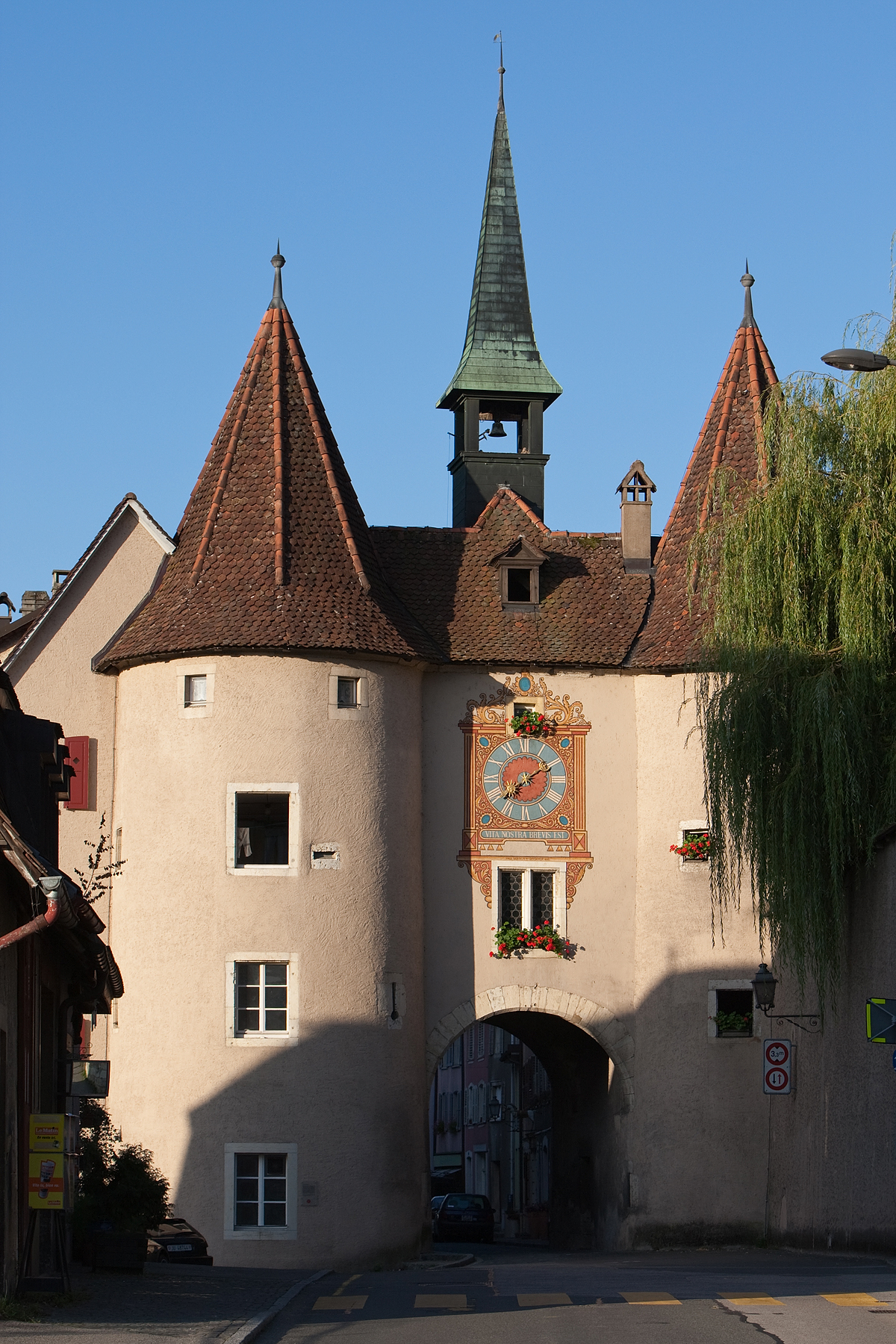
Altes Stadttor Porte de France
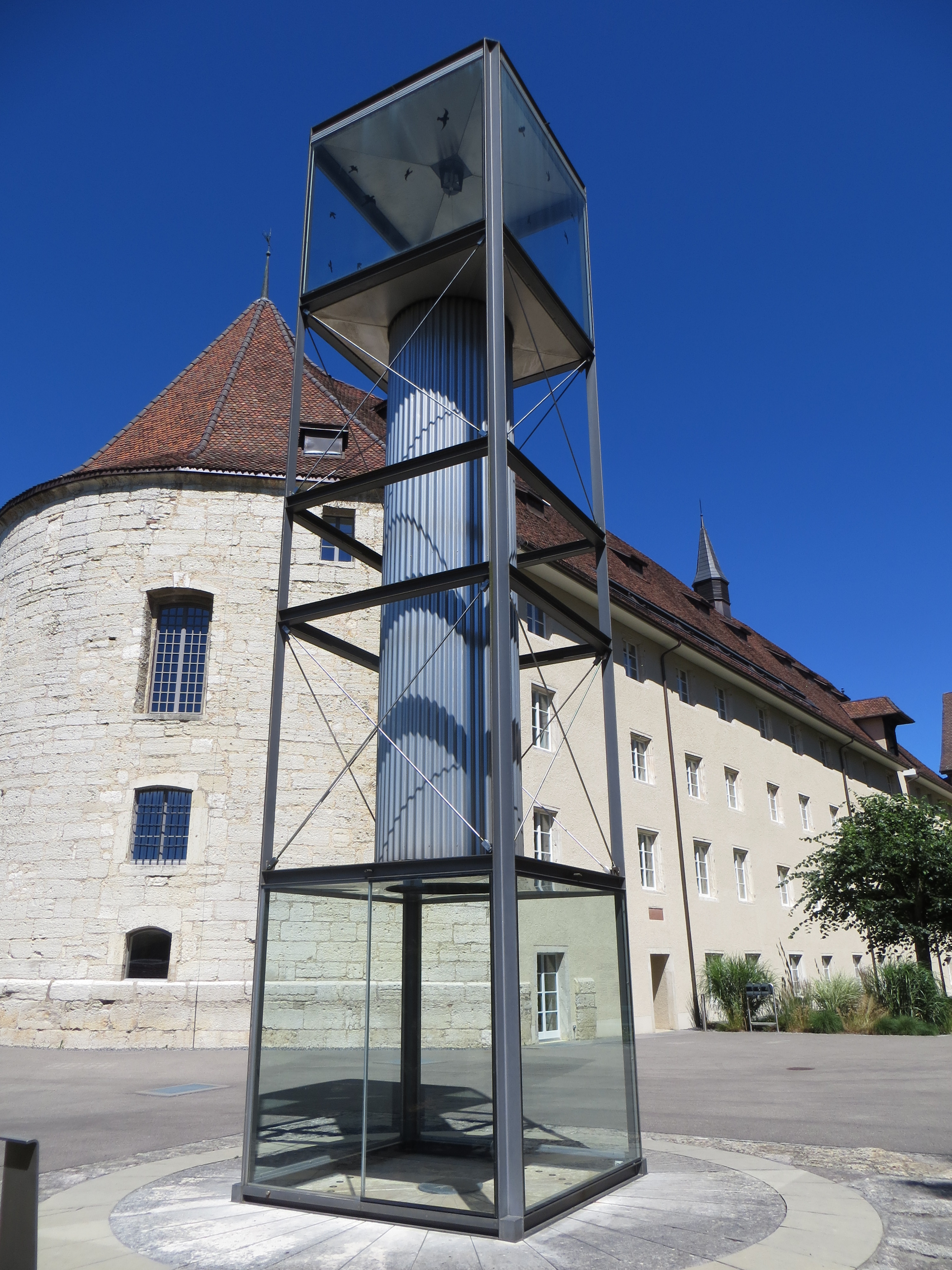
Foucaultsches Pendel vor der Kantonsschule im ehemaligen Jesuitenkolleg
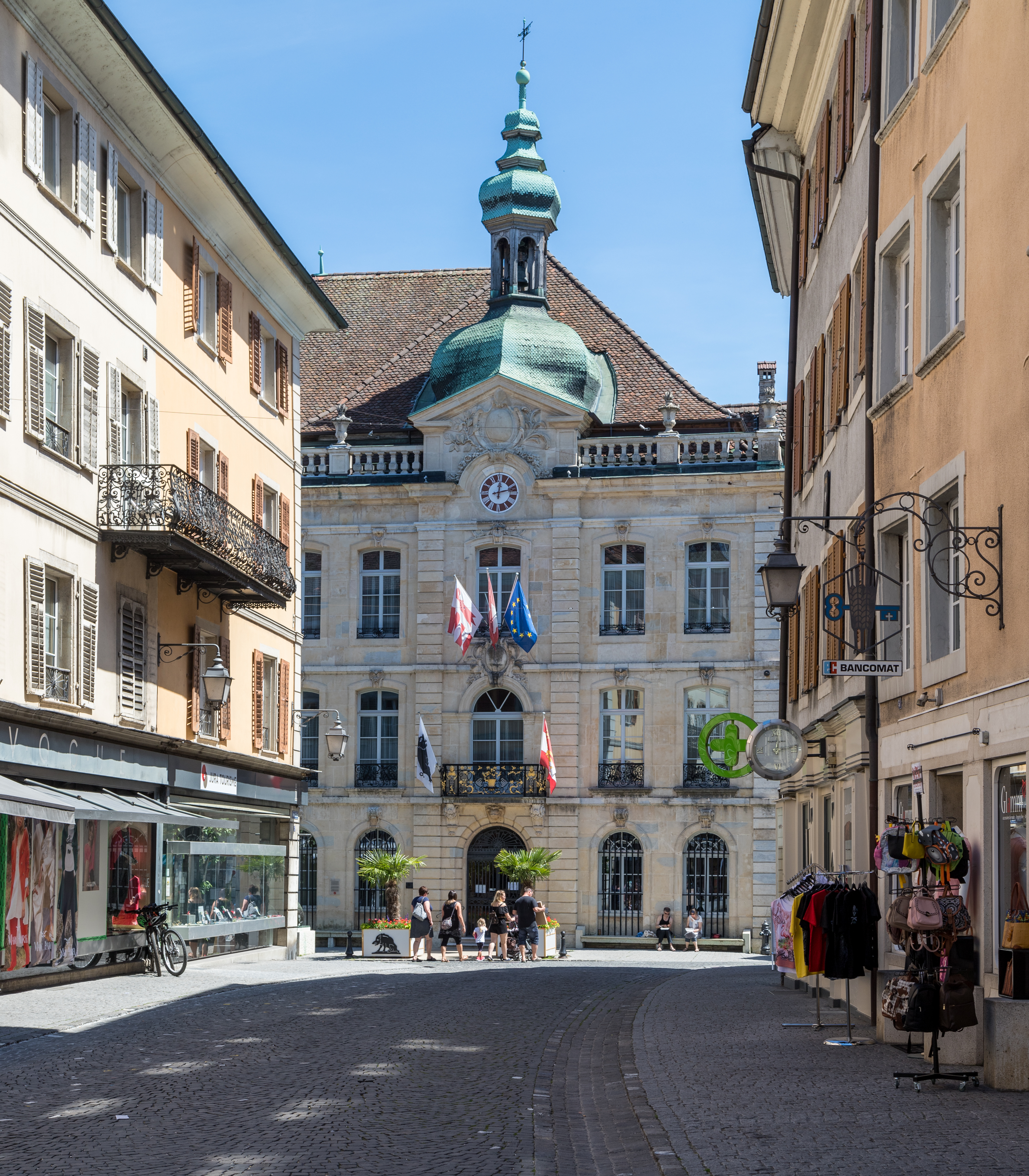
Rathaus an der Rue de 23 juin
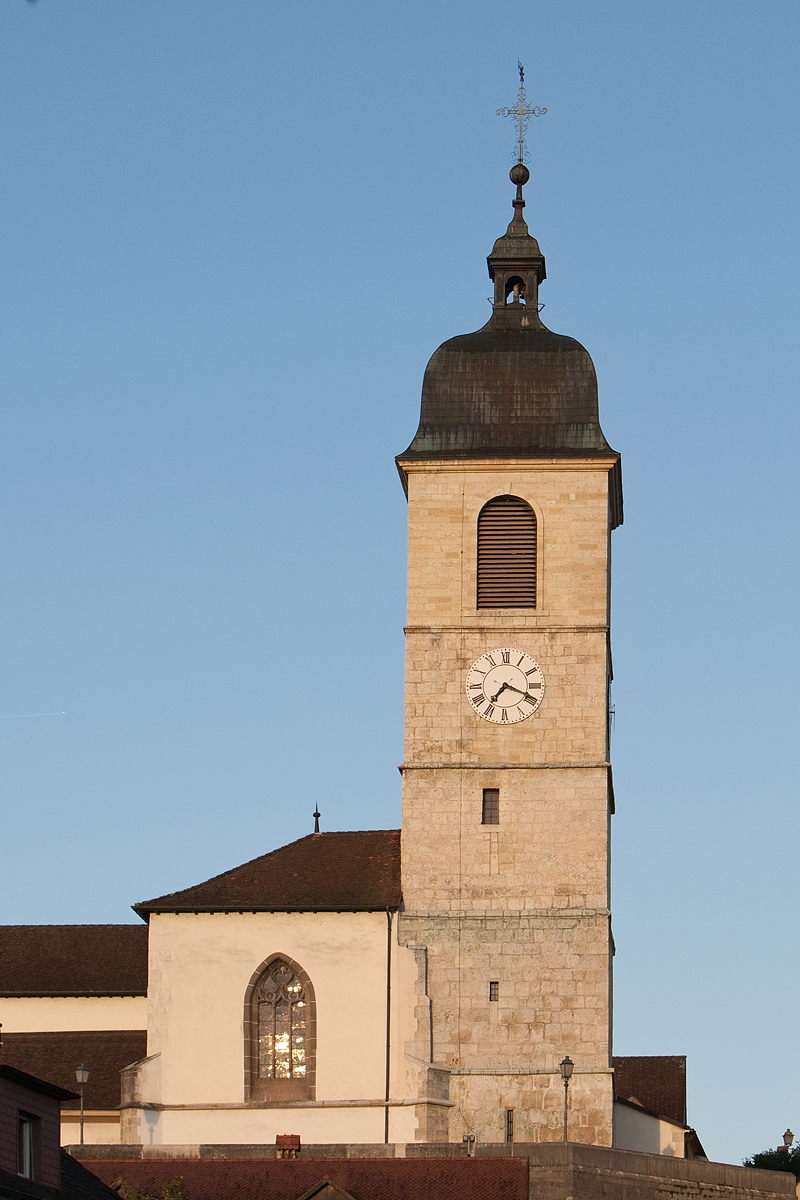
Kirche Saint-Pierre
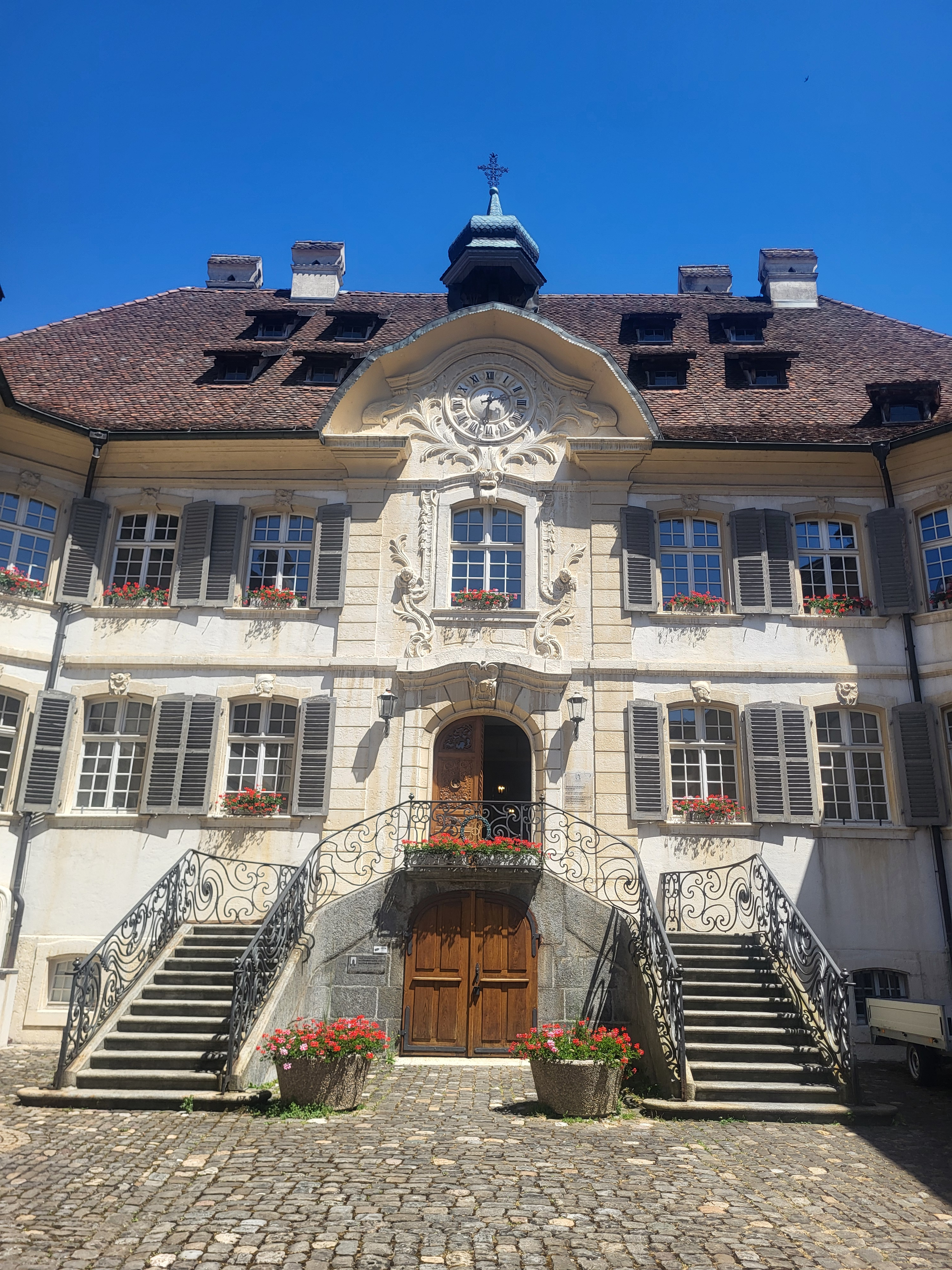
Museum Hôtel-Dieu im ehemaligen Hospital
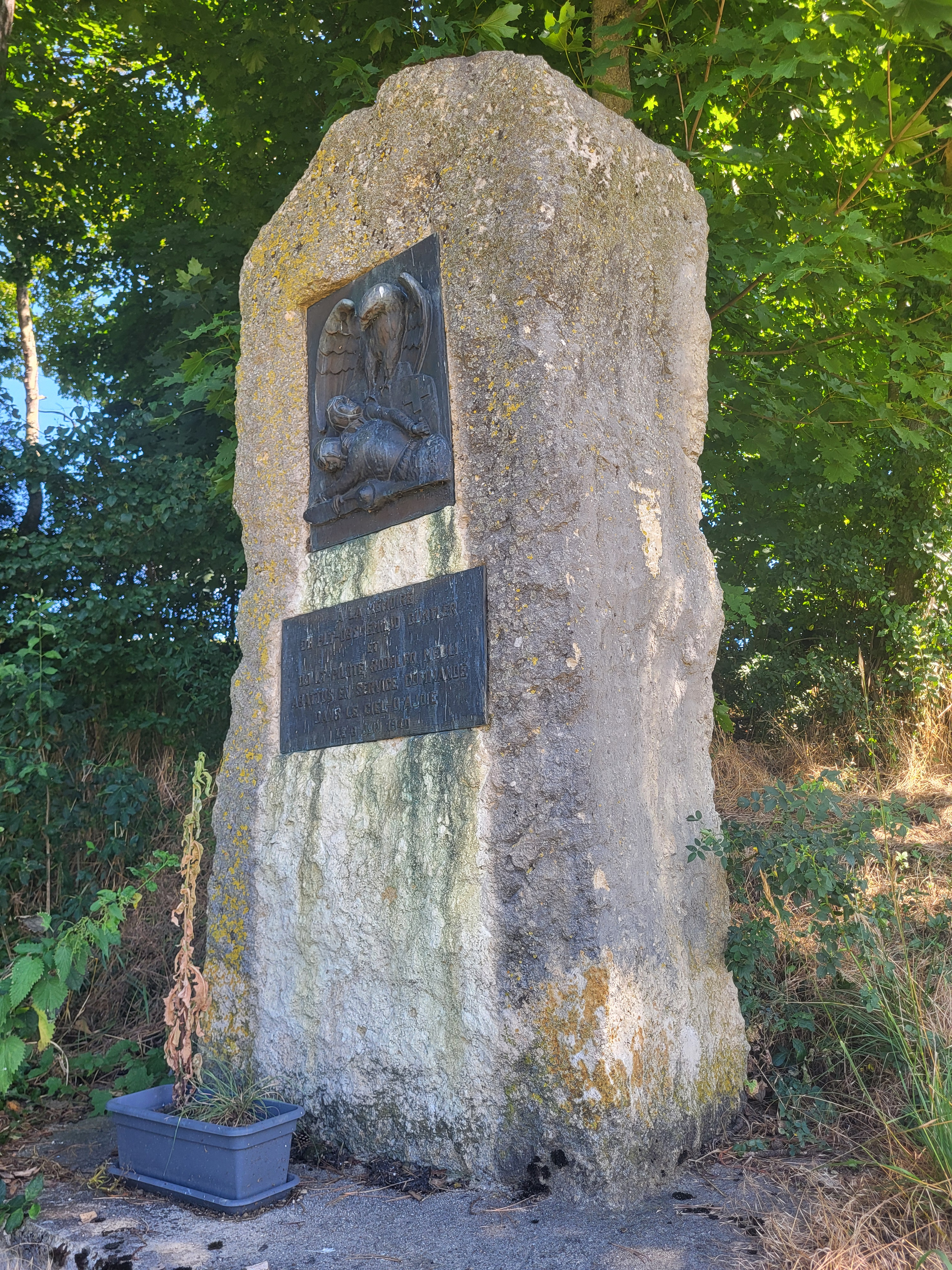
Fliegerdenkmal für Rodolfo Meuli und Emilio Gürtler an der Route d’Alle
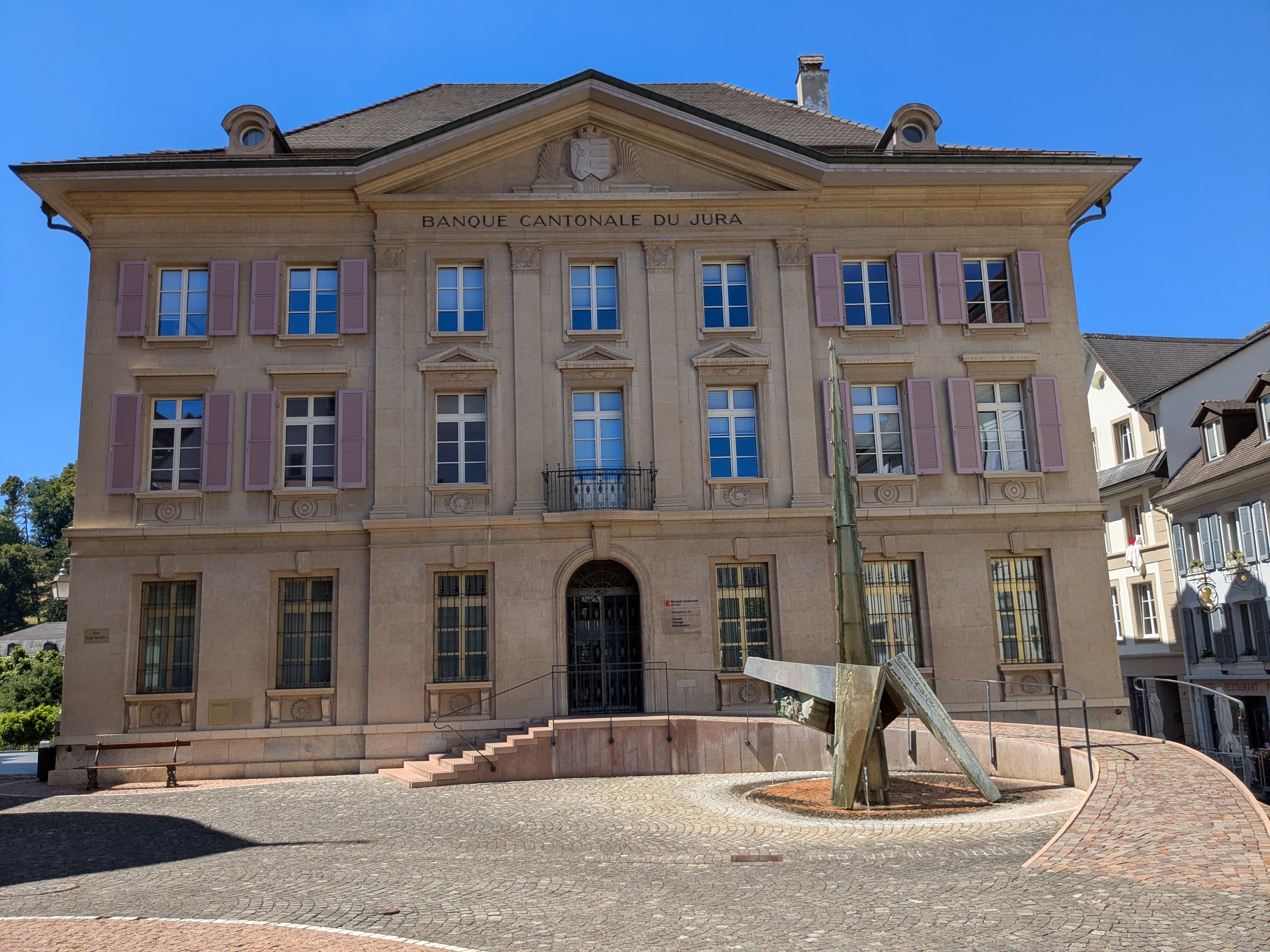
Hauptsitz der Jurassischen Kantonalbank

## Persönlichkeiten
- Marquard (* um 1100; † 1142), erster Abt des Stiftes Wilten
- Nicolas de Luce (1726–1784), Prämonstratenserabt
- Johann Heinrich Hermann von Ligerz (1739–1817), Domherr und Grossarchidiakon
- Ursann Konrad Joseph von Billieux von Ehrenfeld (1760–1824), Offizier, Kommissar für das ehemalige Fürstbistum Basel, Delegationsmitglied beim Wiener Kongress 1814/1815
- François Joseph Melchior Delfils (1766 Pruntrut (?)-1820 Avenches), Jurist, Hofadvokat des Basler Fürstbischofs, Delegationsmitglied beim Wiener Kongress 1814/1815
- Xavier Stockmar (1797–1864), Patriot und Politiker
- Joseph Trouillat (1815–1863), Lehrer, Archivar und Politiker
- Louis Vautrey (1829–1886), Generalvikar und Historiker
- Constance Schwartzlin-Berberat (1845–1911), Malerin und Dichterin der Art brut
- Louis Lang (1861–1937), Uhrenfabrikant
- Jules Caffot (1865–1942), Organist und Komponist
- Joseph Choffat (1866–1939), Diplomat 1890–1915
- Paul-Otto Bessire (1880–1958), Historiker, 1915 bis 1951 Lehrer in Pruntrut
- Victor Henry (1886–1954), Politiker
- Alfred Ribeaud (1886–1954), Richter, Journalist und Politiker (CVP)
- Henri Schaller (1886–1985), Geistlicher, Journalist und Zeitungsverleger der Tageszeitung Le Pays
- Franz Xaver von Hornstein (1892–1980), katholischer Geistlicher, Pastoraltheologe und Hochschullehrer
- Albert Emil Rüthy (1901–1980), christkatholischer Geistlicher und Professor
- Edith Burger (1906–1948), Pianistin und Sängerin
- Jean-Paul Pellaton (1920–2000), Schriftsteller und Übersetzer
- Jean-Jacques «Jacky» Milliet (1932–2024), Apotheker und Jazzmusiker
- Jeanmarie Hänggi (1936–2000), bildender Künstler, Maler, Architekt und Zeichenlehrer
- Peter Rothenbühler (* 1948), Journalist
- Florian Froehlich (* 1959), zeitgenössischer Künstler, der Gemälde, Skulpturen, Glasfenster und Installationen kreiert und seit 1996 in der Villa Dubail-Burrus in Pruntrut lebt
- Bernard Comment (* 1960), Schriftsteller und Übersetzer
- Randoald Dessarzin (* 1964), Basketballtrainer